# Channel9
Channel9 – witryna zrzeszająca społeczność użytkowników i programistów technologii Microsoft pozwalająca na wymianę doświadczeń między ludźmi a pracownikami tej korporacji. W Polsce Channel9 głównie kojarzone jest ze screencastami i filmami promującymi technologie Microsoft.

## Historia
Channel9 został stworzony w 2004 roku przez grupę pracowników Microsoft, aby pozwolić szerszej społeczności do danych o produktach z pominięciem sfery marketingowej i PR. Był to pierwszy taki projekt w korporacji Microsoft, jeszcze przed oficjalnymi blogami zespołów projektowych.

## Pracownicy Microsoft na Channel9
Pracownicy i deweloperzy Microsoft często dyskutują z użytkownikami ich oprogramowania przez takie moduły Channel9 jak Wiki i fora. Można tam spotkać wypowiedzi także takich osób, jak Larry Osterman, czy też wywiady z Billem Gatesem, Erikiem Meijerem, Markiem Russinovich-em i innymi.

## Wiki
Channel9 posiada własną platformę typu wiki, bazującą na FlexWiki. Platforma ta wykorzystywana jest do uzyskania szybkiej odpowiedzi od różnych zespołów projektowych a także dla wymiany doświadczeń w grupach. W ostatnim czasie, niektóre z nich przerzuciły się jednak na CodePlex.

## Sandbox
Strona Channel9 daje także użytkownikom możliwość do tworzenia i umieszczania w sieci ich własnych projektów przez The SandBox.